# 志津村 (福井県)
志津村（しづむら）は福井県丹生郡にあった村。現在の福井市の南西部、志津川流域、ふくい健康の森の西側一帯にあたる。

## 地理
- 山岳：天神山、天目山、城山
- 河川：志津川

## 歴史
- 1889年（明治22年）4月1日 - 町村制の施行により、大森村、笹谷村、山内村、滝波村、本折村、清水畑村、平尾村、上天下村及び下天下村の区域をもって、志津村が発足する。
- 1947年（昭和22年）10月25日 - 県下に昭和天皇の戦後巡幸。村への行幸は叶わなかったが、村代表者がお言葉を賜る[1]。
- 1955年（昭和30年）7月28日 - 天津村、志津村及び三方村が合併して、清水町が発足する。